# Facebook Messenger
Facebook Messenger — приложение для обмена мгновенными сообщениями и видео, созданное Meta. Оно интегрировано с системой обмена сообщениями в социальной сети Facebook (Facebook Chat) и построено на базе открытого протокола MQTT. По данным на апрель 2017 года месячная аудитория мессенджера составляла 1 млрд человек.

## Мессенджер для мобильных устройств
Messenger for Mobile (Мессенджер для мобильных устройств) был выпущен 9 августа 2011 года для мобильных платформ iOS и Android, а через два месяца ещё для BlackBerry OS.
В декабре 2012 приложение Facebook Messenger для Android в некоторых странах (Австралии, Индии, Индонезии, ЮАР, Венесуэле, и др.) позволило использовать его тем, кто не зарегистрирован в социальной сети Facebook, используя лишь имя и номер телефона. Это обновление позволило Facebook Messenger конкурировать с сходными системами обмена сообщениями, например WhatsApp.
5 марта 2014 года вышла версия Facebook Messenger для Windows Phone 8 (без голосовых сообщений).
3 июля 2014 года вышла версия приложения Facebook Messenger для платформы iOS, адаптированная к планшетам iPad, в неё был добавлен многооконный интерфейс.
В апреле 2014 года компания Facebook объявила, что отключит возможность отправки текстовых сообщений из своего основного сотового приложения «Facebook», вынудив пользователей скачать и установить Facebook Messenger
С 2015 года пользователям «Messenger» больше не обязательно быть зарегистрированным в «Facebook». После последнего обновления для входа в приложение достаточно указать номер телефона, что ещё больше сближает его с другими подобными сервисами.
В августе 2015 года Facebook объявил новый сервис под названием "M". На момент написания статьи он находится в стадии испытания. Facebook M – это личный цифровой помощник внутри мессенджера Facebook Messenger. Сервис работает на основе искусственного интеллекта как Siri, Кортана и Google Now.
В феврале 2019 года в Facebook Messenger появилась возможность удалять сообщения. Сделать это можно в течение 10 минут после отправки; также есть выбор—удалить сообщение у всех или только у себя.

## Мессенджер для персональных компьютеров
Версия Messenger для ПК с ОС Windows 7 была выпущена 5 марта 2012 года.
Также выпущено дополнение Facebook Messenger для обозревателя Firefox.
26 февраля 2014 года Facebook объявил о прекращении поддержки Facebook Messenger для Windows и Firefox, и окончательно отключил их 3 марта 2014.

## Крупные сбои в работе
Как и ряд других сервисов Facebook, 4 октября 2021 года Facebook Messenger потерпел серьёзный сбой в работе.
В 2022 году Facebook Messenger был заблокирован Роскомнадзором на территории РФ